# Benelli MP 95 E
La Benelli MP 95 E è una pistola semiautomatica per uso sportivo, prodotta da Benelli Armi. È stata progettata per il tiro sportivo a 25 metri

## Caratteristiche
La pistola MP 95 è un'arma di precisione ad alta stabilità con la quale è possibile ottenere rosate costanti e concentrate, soddisfacendo le richieste dei tiratori più esigenti.
La pistola è disponibile in entrambi i calibri sportivi comunemente adottati durante le competizioni ossia nel leggero Calibro 22 L.R. e nel pesante Calibro 32 W.C.